# أرومة غاذية متوسطة

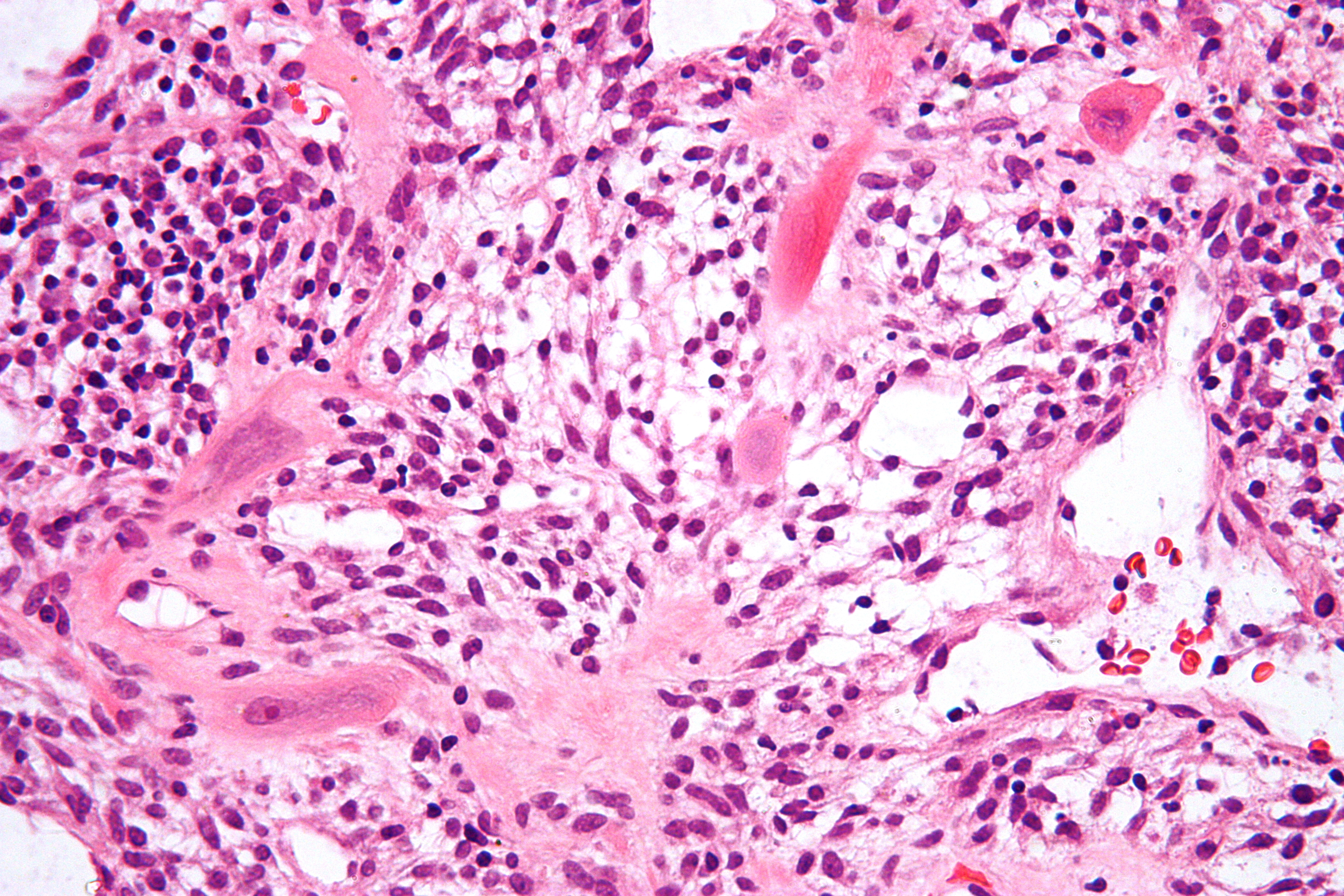
صورة مجهرية توضح الأرومة الغاذية المتوسطة. صبغة الهيماتوكسيلين والأيوزين.

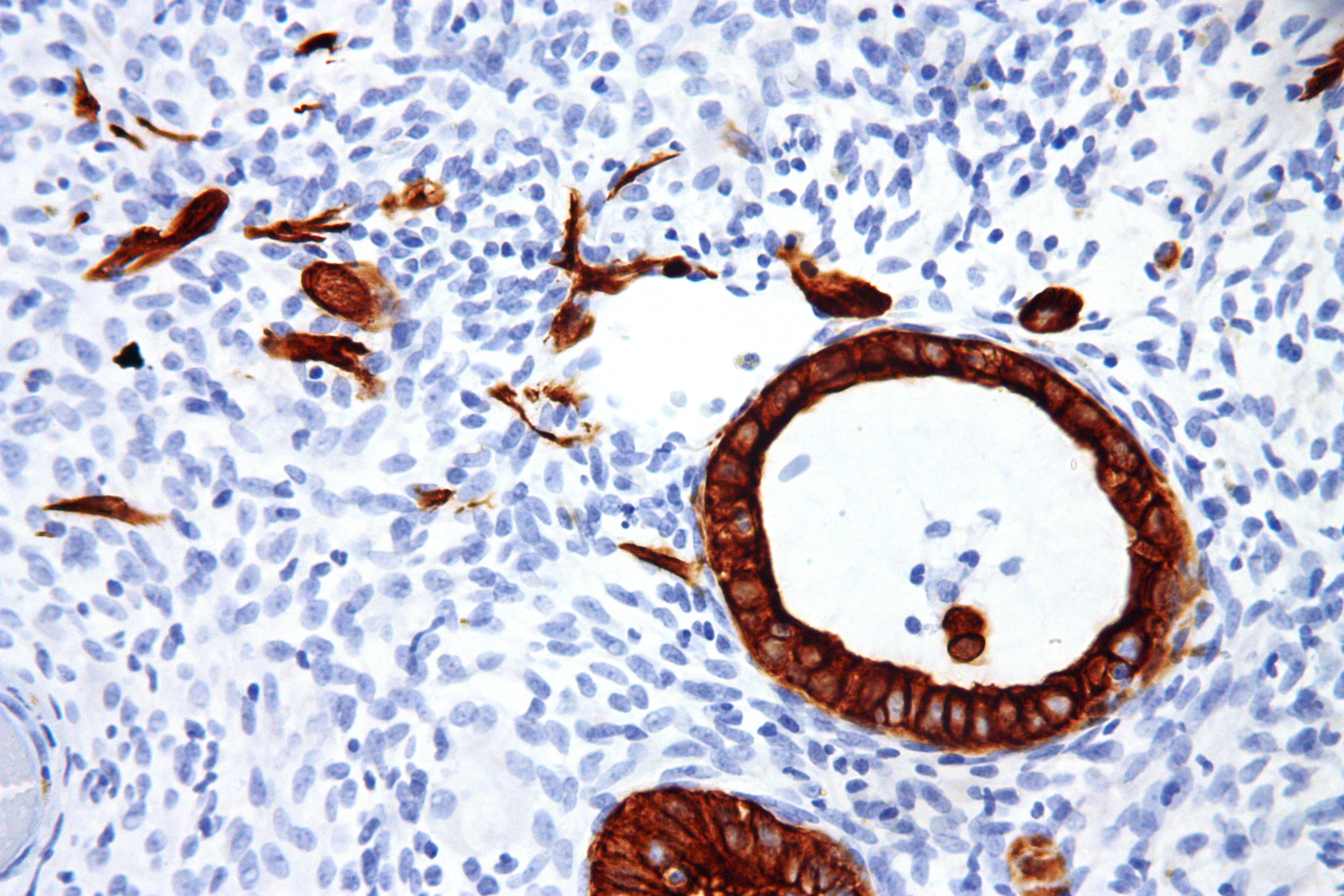
موضع انغراس الأرومة الغاذية المتوسطة. صبغة الكيراتين الخلوي ضئيلة الوزن الجزيئي.

الأرومة الغاذية المتوسطة (بالإنجليزية: Intermediate trophoblast)‏ هي نمط فرعي متميز من النسيج الأرومي الغاذي وتنشأ من الأرومة الغاذية الخلوية.
وهي مقسمة على أساس موقعها إلى ما يلي:
- الأرومة الغاذية المتوسطة في موقع الانغراس
- الأرومة الغاذية المتوسطة الزغابية
- الأرومة الغاذية المتوسطة المشيمائية النوع

## الوظيفة
تتمثل وظيفة الأرومة الغاذية المتوسطة في موقع الانغراس في تثبيت المشيمة على جدار النسيج الأمومي.

## علم الأنسجة
- خلايا كبيرة
- الهيولَى اليوزيني
- قد تكون متعددة الأنوية

## علم الأمراض
يعتقد أن الأرومة الغاذية المتوسطة هي الخلية التي ينشأ عنها:
- موضع تضخم المشيمة (EPS)
- عُقيدة الموضع المشيمي (PSN)
- الورم الأرومي الغاذي في الموضع المشيمي (PSTT)
- الورم الأرومي الغاذي الظهراني (ETT)